# Monaster Chersoneskiej Ikony Matki Bożej w Doumérac
Monaster Chersoneskiej Ikony Matki Bożej – prawosławny klasztor żeński w Doumérac, w jurysdykcji eparchii chersoneskiej Rosyjskiego Kościoła Prawosławnego. 